# Station Bedworth
Bedworth is een spoorwegstation in Engeland. 

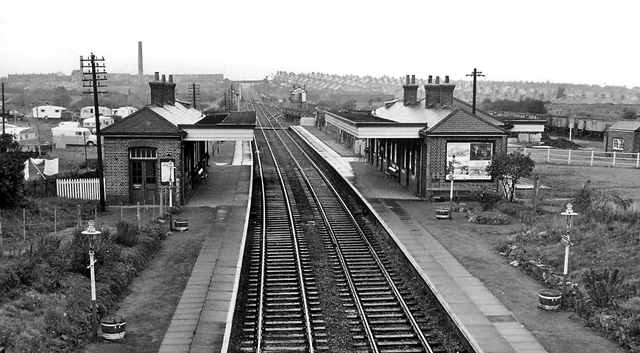
1961